# Park Chul-soo
Park Chul-soo (20 de novembro de 1948—19 de fevereiro de 2013) foi um cineasta, produtor, roteirista e ator ocasional sul-coreano. Ele foi um dos cineastas mais ativos do cinema coreano nas décadas de 1980 e 1990.
Park nasceu em Daegu, Coreia do Sul. Após formar-se na Daegu Commercial High School, Park estudou Economia com bolsa de estudos na Universidade Sungkyunkwan. Após a graduação, ele trabalhou brevemente como professor em sua cidade natal, Daegu.

## Filmografia
1. B.E.D, 2013
2. Red Vacance Black Wedding (붉은 바캉스 검은 웨딩 Bulgeun Bakangseu Geomeun Weding), 2011
3. Green Chair (녹색 의자 Noksaeg Uija), 2003
4. Bongja (Bongja), 2000
5. Kazoku Cinema (Gajok Cinema), 1998
6. Push! Push! (Sanbu-ingwa), 1997
7. Seven Reasons Beer is Better Than Love (Maegjuga ae-inboda Joh-eun 7gaji i-yu), 1996
8. Farewell My Darling (학생부군신위 Hagsaengbugunsin-wi), 1996
9. 301, 302 (삼공일 삼공이 Samgong-il samgong-i), 1995
10. Sado Sade Impotence (우리 시대의 사랑 Ulisidae-ui sarang), 1994
11. Flower in Snow (Nunkkoch), 1992
12. Seoul Evita (Seo-ul-ebita SeoulEvita), 1991
13. Theresa's Lover (Telesa-ui Theresa-ui yeon-in), 1991
14. Ose-am Temple (Oseam), 1990
15. The Woman Who Walks on Water (Mul-wileul geodneun yeoja), 1990
16. Today's Woman (Oneul yeoja), 1989
17. You My Rose Mellow (접시꽃 당신 Jeobsikkot dangsin), 1988
18. Hello Im Kuk-jeong by Pak Cheol-su (Bak Cheol-Su-ui helro Im Kkeok-Jeong), 1987
19. Pillar of Mist (Angaegidung), 1986
20. Mother (Eomi), 1985
21. Tinker Wife (Ttamjang-i a-nae), 1983
22. Stray Dog (Deulgae), 1982
23. Is There a Girl Like Her? (Ileon yeoja eobsna-yo), 1981
24. Painful Maturity (Nan moleugessne), 1980
25. The Rain that Falls Every Night (밤이면 내리는 비 Bam-imyeon naelineun bi), 1979
26. Captain of the Alley (Golmogdaejang), 1978

## Prêmios
- 1996 32º PaekSang Arts Awards: Melhor Filme e Melhor Diretor por Farewell My Darling
- 1994 18º Golden Cinematography Awards: Melhor Diretor por Sado Sade Impotence
- 1988 24º PaekSang Arts Awards: Melhor Diretor por You My Rose Mellow
- 1980 16º PaekSang Arts Awards: Melhor Novo Diretor por The Rain that Falls Every Night